# La fantastica sfida
La fantastica sfida (Used Cars) è un film del 1980 diretto da Robert Zemeckis; il film è conosciuto in Italia anche con il titolo Cars Duel.
La storia segue le vicende di Rudy Russo (Kurt Russell), un subdolo venditore che lavora per l'affabile, ma monumentalmente fallito, rivenditore di auto usate Luke Fuchs (Jack Warden). Il principale rivale di Luke, che si trova proprio di fronte, è il suo fratello più ricco, Roy L. Fuchs (anch'egli interpretato da Warden), che sta tramando per rilevare il lotto di Luke. Il film è interpretato anche da Deborah Harmon e Gerrit Graham, mentre il cast di supporto comprende Frank McRae, David L. Lander, Michael McKean, Joe Flaherty, Al Lewis, Dub Taylor, Harry Northup, Dick Miller e Betty Thomas.
Steven Spielberg e John Milius sono stati i produttori esecutivi del progetto, mentre la colonna sonora originale è stata composta da Patrick Williams. Girato principalmente a Mesa in Arizona, il film è uscito l'11 luglio 1980.
Anche se all'epoca non fu un successo al botteghino, da allora ha acquisito lo status di film cult grazie al suo umorismo cupo e cinico e allo stile di Zemeckis. Fu commercializzato con lo slogan "Come nuovo, bello e pieno di risate". È stato l'unico film di Zemeckis a essere classificato R dal Motion Picture Association of America fino all'uscita di Flight nel 2012.

## Trama
Rudy Russo è un giovane e astuto venditore di auto di Mesa, in Arizona, che nutre l'aspirazione di candidarsi al senato statale. Lavora nel parcheggio di auto usate del New Deal in difficoltà di proprietà dell'anziano Luke Fuchs, che accetta di investire $ 10.000 nella campagna di Rudy se quest'ultimo promette di mantenere in vita l'attività.
Nel frattempo, dall'altra parte della strada, Roy L. Fuchs, fratello gemello di Luke e acerrimo concorrente, cerca disperatamente di impedire che il suo parcheggio di auto usate venga demolito e sostituito da una proposta uscita dall'autostrada. Volendo riscuotere i soldi dell'assicurazione sulla vita e il New Deal da Luke, Roy assume il suo meccanico, l'autista di demolition derby Mickey, per guidare incautamente la Chevrolet Bel Air del 1957 incontaminata e restaurata a mano di Luke intorno all'isolato con Luke sul sedile del passeggero.
Poco dopo aver fatto schiantare l'auto d'epoca nel parcheggio, Luke muore per un attacco di cuore, lasciando a Rudy la prova certa che Roy ha inscenato l '"incidente". Nel tentativo di impedire a Roy di ottenere un'eredità, Rudy chiede al suo collega superstizioso, Jeff e al meccanico, Jim, di aiutarlo a seppellire Luke nel backlot della concessionaria in un Edsel vintage che un tempo era l'ornamento dell'insegna del New Deal . Quando Roy viene a cercare Luke il giorno successivo, spiegano che Luke ha portato l'Edsel in vacanza a Miami .
La notte seguente, Rudy ei suoi amici trasmettono in diretta la loro pubblicità nel bel mezzo di un'importante partita di calcio in rete. Va storto quando Jeff scopre che l'auto in mostra è rossa (crede che tutte le auto rosse portino sfortuna) e la modella femminile Margaret ha il suo vestito bloccato sull'ornamento del cofano, che si strappa e la espone quando il cofano viene aperto. I risultati commerciali in New Deal ricevono un numero enorme di nuovi clienti il giorno successivo. In un affare, Jeff convince una famiglia a comprare una station wagon facendo finta di essere investito dal cane mascotte del lotto, Toby, durante un giro di prova.
Quando Roy attira i clienti nel suo lotto assumendo animali da circo, Rudy ribatte con uno spettacolo di spogliarelliste dal vivo. La figlia separata di Luke, Barbara Jane, visita il lotto nella speranza di ricongiungersi con suo padre, avendo abbandonato il college più di dieci anni prima per vivere in una comune hippie . Rudy nasconde la verità su suo padre portandola ad un appuntamento e inavvertitamente la convince a restare in città.
La banda di Rudy trasmette un'altra pubblicità nel bel mezzo del discorso presidenziale di Jimmy Carter , distruggendo alcune delle auto usate di Roy, in particolare la sua preziosa Mercedes SL . Per rappresaglia, Roy irrompe nel New Deal e attacca Jeff prima di scoprire il luogo di riposo di Luke nel backlot. Roy porta la polizia a New Deal il giorno successivo per scavare nel rilotto, ma Jim ha portato l'Edsel fuori dalla fossa, ha messo il cadavere di Luke al posto di guida e ha truccato l'auto per schiantarsi contro un trasformatore di potenza, dove esplode mentre pianificato.
Tutti credono che Luke sia stato ucciso nell'incidente infuocato e ogni prova contraria viene distrutta. Roy crede di avere ora il possesso del New Deal, ma Rudy fa notare che Barbara, in quanto figlia di Luke, è effettivamente la nuova proprietaria.
Alla fine, Barbara scopre il fiasco per la morte di suo padre e licenzia Rudy, Jeff e Jim per il loro piano di copertura. Come ultimo mezzo per chiudere il New Deal, Roy ha i suoi contatti nella stazione televisiva locale KFUK che rieditano lo spot di Barbara per far intendere che lei ha "un miglio di macchine", mentre spinge anche un'accusa inventata di falsa pubblicità.
La fortuna di Rudy cambia quando vince una scommessa su una partita di calcio, garantendogli abbastanza soldi per la sua campagna. Una volta scoperto che Barbara è stata perseguita per pubblicità ingannevole, Rudy la convince a dire alla corte che ha un miglio di macchine. Per evitare un'accusa di falsa testimonianza, deve dimostrarlo davanti al giudice avendo più di 250 auto nel suo parcheggio entro le 14:45 di quel pomeriggio.
Rudy spende il suo investimento in 250 auto acquistate dal rivenditore messicano Manuel e facendole consegnare a 250 studenti guidatori al lotto di New Deal in meno di due ore. Dopo aver superato il tentativo di Roy di interrompere il convoglio risultante e la superstizione di Jeff di guidare un'auto rossa, i conducenti arrivano appena in tempo. Le misure totali sono abbastanza lunghe da eguagliare un miglio di macchine, risparmiando Barbara e il parcheggio. L'ex avvocato di Roy informa Rudy e Barbara che una volta costruita la rampa dell'autostrada dall'altra parte della strada, New Deal diventerà il più grande concessionario dello stato.

## Cast
- Kurt Russell nel ruolo di Rudy Russo
- Jack Warden nel ruolo di Roy L. Fuchs / Luke Fuchs
- Gerrit Graham nel ruolo di Jeff
- Frank McRae nel ruolo di Jim
- Deborah Harmon nel ruolo di Barbara Jane Fuchs
- Joe Flaherty nel ruolo di Sam Slaton
- David Lander nel ruolo di Freddie Paris
- Michael McKean nel ruolo di Eddie Winslow
- Michael Talbott nel ruolo di Mickey
- Harry Northup nel ruolo di Carmine
- Alfonso Arau nel ruolo di Manuel
- Cheryl Rixon nel ruolo di Margaret
- Al Lewis nel ruolo del giudice H. H. Harrison
- Woodrow Parfrey nel ruolo della signora Chertner
- Dub Taylor nel ruolo di Tucker
- Wendie Jo Sperber nel ruolo di Nona "Nervous Nona"
- Marc McClure nel ruolo di "Heavy Duty" Dubois
- Andrew Duncan nel ruolo di Charlie

## Produzione

### Sviluppo
L'idea de La fantastica sfida è nata dal produttore John Milius, che l'ha proposta a Gale e Zemeckis mentre stavano scrivendo la sceneggiatura di 1941 - Allarme a Hollywood nel 1979, il film parodia diretto da Steven Spielberg. Milius ha detto che lui e Spielberg speravano di scrivere un giorno una storia su un venditore di auto usate con sede fuori Las Vegas.

### Casting
Volevano affidare all'attore George Hamilton il ruolo del personaggio di Kurt Russell, Rudy. La Universal Pictures rifiutò il film, inducendo il duo a portarlo alla Columbia Pictures. Secondo Bob Gale, Jack Warden aveva inizialmente rifiutato il ruolo di Roy Fuchs, ma accettò di interpretare il ruolo a condizione di poter interpretare anche Luke Fuchs, poiché era interessato a interpretare il ruolo di entrambi i fratelli. John Candy era stato originariamente scritturato per il ruolo di Sam Slaton, ma abbandonò a causa di conflitti di programmazione con 1941 - Allarme a Hollywood e fu sostituito da Joe Flaherty.

### Riprese
Il film è stato girato in 29 giorni presso la concessionaria Darner Chrysler-Plymouth in attività a Mesa, Arizona, dall'ottobre al novembre 1979. La concessionaria è servita come ambientazione per "Roy L. Fuchs Pre-owned Automobiles", mentre un lotto libero dall'altra parte della strada è servito come ambientazione per "New Deal Used Cars". Il lotto vuoto ora ospita un complesso di appartamenti, mentre la riorganizzazione Chrysler ha fatto sì che la concessionaria Darner perdesse la sua affiliazione Chrysler. Molti agenti di polizia locali hanno lavorato nel film in diverse vesti, compreso il ruolo del "cowboy" Shotgun. Kurt Russell ha prodotto alcuni spot pubblicitari per Darner's, invitando i clienti a entrare e fare acquisti mentre il film era ancora in fase di riprese.
Nella scena in cui Rudy e Jeff seppelliscono la Edsel nel backlot e vengono affrontati da Roy e Sam per sapere dove si trova Luke, Gerrit Graham ha ripetuto alcune battute di Kurt Russell, che non erano previste dal copione. Jack Warden si arrabbiò a tal punto per l'improvvisato ad-libbing che concluse la scena con il proprio ad-libbing "Cosa sei, un fottuto pappagallo?" rivolto a Graham. La vecchia Edsel di Luke Fuchs passa dal 1958 al 1959. Quando è seduta in cima al palo come insegna del parcheggio, è un modello del 1959. Quando viene gettata a terra per seppellire Luke, e quando viene disseppellita, messa in moto e attraversa il parcheggio con Luke morto al volante, è un modello Edsel del 1958. Quando l'auto colpisce il trasformatore, è di nuovo un modello del 1959, con uno smerlo turchese dipinto sulla fiancata per abbinarsi al modello del 1958 (solo le Edsel del 1958 hanno questa caratteristica). Gli oggetti di scena del giudice per il video musicale della canzone di Sammy Hagar "I Can't Drive 55" sono stati presi in prestito da Zemeckis, che a sua volta ha utilizzato la canzone di Hagar quando Marty entra nella Hill Valley alternativa in Ritorno al futuro parte II). Gli estratti del discorso televisivo del Presidente Carter utilizzati nel film sono stati presi dal suo discorso nello Studio Ovale sul programma anti-inflazione della sua Amministrazione, trasmesso il 24 ottobre 1978..